# Moca nubigena
Moca nubigena is een vlinder uit de familie van de Immidae. De wetenschappelijke naam van de soort is voor het eerst geldig gepubliceerd in 1910 door Edward Meyrick.